# Pine Hills, Florida
Pine Hills är en ort (CDP) i Orange County, i delstaten Florida, USA. Enligt United States Census Bureau har orten en folkmängd på 60 076 invånare (2010) och en landarea på 31,7 km².